# Pandía
En la mitología griega, Pandía (en griego antiguo: Πανδίαo Πανδεία, «brillante») era la hija de Zeus y Selene. Es considerada la personificación de la luna llena.
Pandía es una figura secundaria mencionada en un par de fuentes. Se dice que con Selene en otros tiempos se unió el Crónida en amor y en lecho. Y ella embarazada, alumbró una hija, Pandía, poseedora de una belleza que destacaba entre las diosas inmortales.Un escolio nos dice que Pandía pudiera haber sido simplemente un epíteto local de la propia Selene.Focio hace notar que el festival de la Pandia, del que muy poco se sabe, probablemente estuviera dedicado a ella.Higino, autor tardío, también nos dice que de Júpiter y Luna nació Pandía, sin aclarar más información al respecto.
En otras fuentes se nos dice que de la unión entre Zeus y Selene nacieron Nemea o Herse, pudiendo ser diferentes versiones del mismo personaje.